# Drag Race España All Stars (prima edizione)
La prima edizione di Drag Race España All Stars è andata in onda in Spagna dal 4 febbraio al 17 marzo 2024 sulla piattaforma streaming ATRESplayer.
La stagione è stata annunciata il 13 novembre 2023, in concomitanza con la produzione della terza edizione di Drag Race España, mentre il cast è stato rivelato il 14 gennaio 2024.
Drag Sethlas, vincitrice dell'edizione, ha guadagnato come premio 30000 €, una fornitura di cosmetici della Krash Kosmetics, una corona e uno scettro di Aster Lab Jewels.

## Concorrenti
Le concorrenti che partecipano al reality show sono:
| Concorrente          | Vero nome                      | Età | Città                          | Edizione originale     | Posizionamento edizione originale | Posizionamento |
| -------------------- | ------------------------------ | --- | ------------------------------ | ---------------------- | --------------------------------- | -------------- |
| Drag Sethlas         | Borja Casillas Toledo          | 32  | Las Palmas – Isole Canarie     | 2ª edizione            | 6º posto                          | Vincitrice     |
| Samantha Ballentines | Francisco José Sánchez Jiménez | 36  | Cadice – Andalusia             | 2ª edizione            | 10º posto/Miss Simpatia           | 2º posto       |
| Hornella Góngora     | Javier Sevillano Jiménez       | 35  | Alicante – Comunità Valenciana | 3ª edizione            | 3º/4º posto                       | 3º/4º posto    |
| Juriji der Klee      | Julia Carmen Rivet Jiménez     | 33  | Bruxelles – Belgio             | 2ª edizione            | 5º posto                          | 3º/4º posto    |
| Pupi Poisson         | Alberto Zimmer                 | 41  | Madrid – Madrid                | 1ª edizione            | 4º posto/Miss Simpatia            | 5º posto       |
| Sagittaria           | Iván Flores                    | 24  | Barcellona – Catalogna         | 1ª edizione            | Finalista                         | 6º posto       |
| Pakita               | Francisco José Venegas Morales | 28  | Siviglia – Andalusia           | 2ª edizione The Switch | 15º posto                         | 7º posto       |
| Pakita               | Francisco José Venegas Morales | 28  | Siviglia – Andalusia           | 3ª edizione            | 7º/8º posto                       | 7º posto       |
| Onyx Unleashed       | Pablo García de Durango        | 34  | Madrid – Madrid                | 2ª edizione            | 8º posto                          | 8º posto       |
| Pink Chadora         | Martín de Arriba Cla           | 38  | Malaga – Andalusia             | 3ª edizione            | 7º/8º posto                       | 9º posto       |

## Tabella eliminazioni
| 1 | Sethlas    | Pupi       | Sethlas    | Samantha   | Samantha | Drag Sethlas         |  |  |  |  |
| 2 | Hornella   | Sethlas    | Juriji     | Juriji     | Sethlas  | Samantha Ballentines |  |  |  |  |
| 3 | Samantha   | Samantha   | Sagittaria | Sethlas    | Hornella | Hornella Góngora     |  |  |  |  |
| 4 | Pakita     | Pakita     | Hornella   | Pupi       | Juriji   | Juriji der Klee      |  |  |  |  |
| 5 | Juriji     | Juriji     | Samantha   | Hornella   | Pupi     |                      |  |  |  |  |
| 6 | Sagittaria | Hornella   | Pupi       | Sagittaria |          |                      |  |  |  |  |
| 7 | Pupi       | Sagittaria | Pakita     |            |          |                      |  |  |  |  |
| 8 | Onyx       | Onyx       |            |            |          |                      |  |  |  |  |
| 9 | Pink       |            |            |            |          |                      |  |  |  |  |

Legenda
     La concorrente ha vinto la gara
     La concorrente è arrivata in finale, ma non ha vinto la gara
     La concorrente è arrivata in finale, ma è stata eliminata
     La concorrente ha vinto la sfida, si è esibita in playback e ha vinto
     La concorrente ha vinto la sfida, si è esibita in playback e ha perso
     La concorrente figura tra le prime ma non si è esibita in playback
     La concorrente è salva e accede alla puntata successiva (in ordine casuale)
     La concorrente figura tra le ultime ma non è a rischio eliminazione
     La concorrente figura tra le ultime ed è a rischio eliminazione
     La concorrente è stata eliminata

## Giudici
- Supremme de Luxe
- Ana Locking
- Javier Calvo
- Javier Ambrossi

### Giudici ospiti
- Bárbara Rey
- Laura Sánchez
- Silvia Abril

## Riassunto episodi

### Episodio 1 –Supremme Eleganza Olé Stars Extravaganza
Il primo episodio della prima edizione spagnola All Stars si apre con l'ingresso delle concorrenti nell'atelier. La prima a entrare è Pupi Poisson, l'ultima è Hornella Góngora. Successivamente, Supremme fa il suo ingresso e comunica un'importante novità: in questa edizione, Supremme e i giudici non elimineranno nessuna concorrente e non saranno le due concorrenti peggiori ad esibirsi in playback per salvarsi dall'eliminazione, ma saranno le due concorrenti migliori a doversi esibire. La vincitrice riceverà un premio di 2500 € e la possibilità di scegliere chi eliminare tra le peggiori.
- la mini sfida: le concorrenti devono "leggersi" a vicenda, ovvero dirsi qualcosa di cattivo l'un l'altra, ma in modo scherzoso. La vincitrice della mini sfida è Pupi Poisson.

- la sfida principale: le concorrenti prendono parte ad una gara di talenti, esibendosi davanti ai giudici. Mentre le concorrenti si stanno preparando, molte discutono sulle possibili strategie da utilizzare durante la votazione, e su come le amicizie nate durante le stagioni precedenti possono risultare un vantaggio o uno svantaggio. Le concorrenti decidono di esibirsi nelle seguenti categorie:

| Concorrente          | Talento dell'esibizione |
| -------------------- | ----------------------- |
| Onyx Unleashed       | Lip Sync e ballo        |
| Pakita               | Lip Sync e danza aerea  |
| Pupi Poisson         | Canto                   |
| Sagittaria           | Lip Sync e ballo        |
| Juriji der Klee      | Canto                   |
| Samantha Ballentines | Tutorial comico         |
| Drag Sethlas         | Lip Sync e danza aerea  |
| Hornella Góngora     | Canto                   |
| Pink Chadora         | Lip Sync                |

Giudice ospite della puntata è Bárbara Rey. Supremme dichiara Pakita, Juriji e Sagittaria salve, e lascia le altre concorrenti sul palco per le critiche; dopodiché, dichiara Hornella Góngora e Drag Sethlas le migliori della puntata, mentre Pink Chadora e Onyx Unleashed sono le peggiori. Pupi e Samantha si posizionano a metà e sono salve. Le concorrenti vengono mandate nel backstage dove le due vincitrici dovranno decidere chi verrà eliminata.
- L'eliminazione: Hornella Góngora e Drag Sethlas si esibiscono in playback sulla canzone Me gustas mucho di Rocío Dúrcal. Drag Sethlas viene dichiarata vincitrice del playback e rivela di aver scelto Pink Chadora come concorrente da eliminare dalla competizione.

### Episodio 2 –Snatch Game
Il secondo episodio si apre con le concorrenti che rientrano nell'atelier dopo l'eliminazione di Pink Chadora, con Hornella che rivela di aver scelto Onyx come concorrente da eliminare per salvare una concorrente con cui aveva una maggiore connessione per aver gareggiato nella stessa edizione.
- La sfida principale: le concorrenti prendono parte alla sfida più attesa in ogni edizione dello show, lo Snatch Game. Durante i preparativi, le concorrenti si confrontano sulle loro esibizioni negli Snatch Game precedenti, mentre Samantha è l'unica a non averlo mai affrontato nella sua stagione originale. Yurena e Yola Berrocal sono le concorrenti del gioco. Le celebrità scelte dalle concorrenti sono state:

| Concorrente          | Celebrità impersonata |
| -------------------- | --------------------- |
| Drag Sethlas         | Aless Gibaja          |
| Hornella Góngora     | José Luis Moreno      |
| Juriji der Klee      | Aramís Fuster         |
| Onyx Unleashed       | Lorenzo Caprile       |
| Pakita               | Carmen de Mairena     |
| Pupi Poisson         | Tamara Falcó          |
| Sagittaria           | Rosario Flores        |
| Samantha Ballentines | Raphael               |

Giudice ospite della puntata è Silvia Abril. Il tema della sfilata è Redención, dove le concorrenti possono aggiornare un look della loro stagione che non era piaciuto molto. Supremme dichiara Pakita e Juriji salve, e lascia le altre concorrenti sul palco per le critiche. Successivamente, Pupi Poisson e Drag Sethlas vengono dichiarate le migliori della puntata, mentre Sagittaria e Onyx Unleashed sono le peggiori. Samantha e Hornella si posizionano a metà e sono salve. Le concorrenti vengono mandate nel backstage dove le due vincitrici dovranno decidere chi eliminare.
- L'eliminazione: Pupi Poisson e Drag Sethlas si esibiscono in playback sulla canzone Nochentera di Vicco. Pupi Poisson viene dichiarata vincitrice del playback e rivela di aver scelto Onyx Unleashed come concorrente da eliminare dalla competizione.

### Episodio 3 –Ball Stars
Il terzo episodio si apre con le concorrenti che rientrano nell'atelier dopo l'eliminazione di Onyx, con Sethlas dispiaciuta per non aver fatto abbastanza per salvare una sua carissima amica; successivamente, rivela di aver scelto Sagittaria come concorrente da eliminare, la quale rimane infastidita dalla sua scelta.
- La sfida principale: le concorrenti partecipano al Ball Stars, dove presenteranno tre look differenti; il terzo dovrà essere cucito e assemblato a mano. Le categorie sono: 
  - Cielo: un look ispirato al cielo e al Paradiso;
  - Infierno: un look ispirato all'Inferno;
  - Pecados Capitales: un look realizzato in giornata con diversi materiali e stoffe che prendono ispirazione da uno dei sette vizi capitali. Juriji der Klee, avendo estratto a sorte la mela dolce, ha potuto assegnare i vizi nella seguente maniera:

| Concorrente          | Vizio Capitale |
| -------------------- | -------------- |
| Drag Sethlas         | Superbia       |
| Hornella Góngora     | Invidia        |
| Juriji der Klee      | Accidia        |
| Pakita               | Ira            |
| Pupi Poisson         | Gola           |
| Sagittaria           | Lussuria       |
| Samantha Ballentines | Avarizia       |

Giudice ospite della puntata è Laura Sánchez. Supremme dichiara Hornella e Samantha salve, e lascia le altre concorrenti sul palco per le critiche. Successivamente, Drag Sethlas e Juriji der Klee vengono dichiarate le migliori della puntata, mentre Pupi Poisson e Pakita sono le peggiori. Sagittaria si posiziona a metà ed è salva. Le concorrenti vengono mandate nel backstage dove le due vincitrici dovranno decidere chi eliminare.
- L'eliminazione: Drag Sethlas e Juriji der Klee si esibiscono in playback sulla canzone Llorando por ti (HSP Radio Mix) di K.U. Minerva. Drag Sethlas viene dichiarata vincitrice del playback e rivela di aver scelto Pakita come concorrente da eliminare dalla competizione.

### Episodio 4 –Girl Bands Battle
Il quarto episodio si apre con le concorrenti che rientrano nell'atelier dopo l'eliminazione di Pakita, con Sagittaria ancora irritata dalle critiche e dall'esito della sfida precedente; successivamente, Juriji rivela di aver scelto Pupi come concorrente da eliminare, mentre Hornella è determinata ad andare avanti nel programma in quanto l'ultima rimasta della terza edizione.
- La sfida principale: le concorrenti, divise in due gruppi, devono scrivere, produrre e coreografare un numero da girl group. Il primo gruppo è composto da Samantha, Juriji e Sethlas, che sceglie la versione pop del brano; il secondo da Pupi, Sagittaria e Hornella, che si esibirà nella versione urban. Una volta scritto il pezzo, ogni gruppo si reca sul palco principale per la registrazione del brano e, successivamente, per organizzare la coreografia.

| Concorrenti          | Nome Girl Group | Brano della performance            |
| -------------------- | --------------- | ---------------------------------- |
| Drag Sethlas         | Las Ovah Girls  | "Superstar" (Las Ovah Girls Remix) |
| Juriji der Klee      | Las Ovah Girls  | "Superstar" (Las Ovah Girls Remix) |
| Samantha Ballentines | Las Ovah Girls  | "Superstar" (Las Ovah Girls Remix) |
| Hornella Góngora     | 3HC             | "Superstar" (3HC Remix)            |
| Pupi Poisson         | 3HC             | "Superstar" (3HC Remix)            |
| Sagittaria           | 3HC             | "Superstar" (3HC Remix)            |

Giudice ospite della puntata è Nathy Peluso. Il tema della sfilata è Strass, Divina de la Muerte, dove le concorrenti devono presentare un look scintillante ricoperto di strass. Dopo la sfilata e le critiche dei giudici, Supremme dichiara Samantha Ballentines e Juriji der Klee le migliori della puntata, mentre Hornella Góngora e Sagittaria sono le peggiori. Sethlas e Pupi si posizionano a metà e sono salve. Le concorrenti vengono mandate nel backstage dove le due vincitrici dovranno decidere chi eliminare.
- L'eliminazione: Samantha Ballentines e Juriji der Klee si esibiscono in playback sulla canzone Mafiosa di Nathy Peluso. Samantha Ballentines viene dichiarata vincitrice del playback e rivela di aver scelto Sagittaria come concorrente da eliminare dalla competizione.

### Episodio 5 –The Hairdresser’s Salon
Il quinto episodio si apre con le concorrenti che rientrano nell'atelier dopo l'eliminazione di Sagittaria, le quali criticano il suo atteggiamento negativo durante la sfida precedente; dopodiché, Juriji rivela di aver scelto anche lei Sagittaria come concorrente da eliminare, considerando sempre il suo essere pesante nel corso della puntata precedente.
- La sfida principale: le concorrenti prendono parte al Roast, dove devono prendere in giro in maniera scherzosa i giudici e le altre concorrenti di questa edizione, sotto forma di pettegolezzo da salone di bellezza. L’ordine di esibizione, scelto in autonomia dalle concorrenti, è: Sethlas, Hornella, Juriji, Pupi e, infine, Samantha.

Giudice ospite della puntata è Inés Hernand. Il tema della sfilata è Martirizadas, dove le concorrenti devono sfoggiare un abito che omaggia la cantante spagnola Martirio. Dopo la sfilata e le critiche dei giudici, Supremme dichiara Samantha Ballentines e Drag Sethlas le migliori della puntata e accedono alla finale, mentre le altre sono automaticamente a rischio eliminazione. Tuttavia, mentre le concorrenti si trovano nel backstage e le due vincitrici decidono chi eliminare, Supremme comunica alle quattro ex concorrenti che hanno un ruolo molto importante nell'esito dell'eliminazione: infatti, se la concorrente che hanno concordato dovesse essere eliminata, quest'ultima diventerà automaticamente finalista e potrà scegliere un'altra concorrente da eliminare.
- L'eliminazione: Samantha Ballentines e Drag Sethlas vengono chiamate ad esibirsi con la canzone La Zarzamora di Lola Flores. Samantha Ballentines viene dichiarata vincitrice del playback e rivela di aver scelto di eliminare Pupi Poisson; poiché le ex concorrenti avevano scelto di salvare Hornella Góngora, Pupi Poisson viene definitivamente eliminata dalla competizione.

### Episodio 6 -El Reencuentro
In questo episodio, tutte le concorrenti si riuniscono insieme con Supremme de Luxe per parlare della loro esperienza nello show, discutendo di quali sono stati i loro momenti migliori, delle sfide più difficili e delle scelte di stile effettuate delle concorrenti durante lo show.
Inoltre viene eletta la Miss Simpatia di questa edizione che, come accade nella versione principale, è stata scelta dalle concorrenti. A vincere il titolo è stata Samantha Ballentines.

### Episodio 7 -La Gran Final
Il settimo ed ultimo episodio di quest'edizione si apre con le concorrenti che rientrano nell'atelier dopo l'eliminazione di Pupi e l'annuncio delle quattro finaliste, con Hornella grata di essere stata salvata ed essere nuovamente arrivata in finale. In seguito, Sethlas rivela di aver scelto anche lei Pupi come concorrente da eliminare, perché comunque non ha mai pienamente superato il fatto che quest'ultima avesse eliminato Onyx. Il giorno seguente, le concorrenti discutono nell'atelier su chi riuscirà a vincere l'edizione e ad essere proclamata la prima Drag Superstar All Stars spagnola.  
Prima di incoronare la vincitrice, le concorrenti devono prendere parte a un numero musicale che rende omaggio al varietà spagnolo; oltre alle ex concorrenti, Supremme annuncia che anche i giudici parteciperanno all'esibizione, mettendosi in drag insieme a loro. Durante i preparativi, le concorrenti parlano con Supremme e i giudici della loro esperienza nel programma.  
I giudici della puntata sono: Supremme de Luxe, Ana Locking, Javier Calvo e Javier Ambrossi. Per la sfida finale, le concorrenti dovranno esibirsi in un mini-torneo di playback chiamati Lipsync por la Corona, in cui due concorrenti dovranno scontarsi in un playback ed, alla fine, le concorrenti che hanno superato i playback iniziali dovranno esibirsi in un playback finale e da lì sarà proclamata la vincitrice dell'edizione. Queste esibizioni saranno decise da una ruota della fortuna, dove due concorrenti saranno scelte nel competere nel primo round, mentre quelle non scelte dovranno esibirsi fra di loro nel secondo playback. 
La ruota dei playback sceglie il nome di Juriji e Samantha, quindi Sethlas e Hornella si sfideranno insieme nel secondo playback. Juriji der Klee e Samantha Ballentines si esibiscono in playback con la canzone POP dei La Oreja de Van Gogh. Samantha Ballentines riesce a passare alla sessione finale, mentre Juriji der Klee viene eliminata. Drag Sethlas e Hornella Góngora si esibiscono in playback con la canzone Yo no soy esa di Rosa López. Drag Sethlas riesce a passare alla sessione finale, mentre Hornella Góngora viene eliminata. 
Prima del lip-sync finale, tutte le concorrenti sfilano sulla passerella per l'ultima volta. Il tema della sfilata è Olé Stars Eleganza, dove le concorrenti dovranno sfilare con il loro abito migliore.
Nel lip-sync finale, Drag Sethlas e Samantha Ballentines si esibiscono in playback con la canzone Eloise di Tino Casal. Dopo l'esibizione, Supremme de Luxe dichiara Drag Sethlas vincitrice della prima edizione di Drag Race España All Stars.